# Сейсмічність Ірану
Територія Ірану — характеризується дуже високою сейсмічністю.

## Загальна характеристика
Територія Ірану розташована в межах Альпійсько-Гімалайської складчастої геосинклінальної області. У центральній частині виділяється серединний епібайкальський масив з довендською складчастою основою і венд-фанерозойським осадовим чохлом. На півночі розташовані Ельбурс-Біналудська, Копетдагська і Ельбурська системи мезозойсько-ранньопалеогенових геосинклінальних прогинів. Вздовж кордонів Афганістану і Пакистану розташована Східно-Іранська складчаста система — евгеосинклінальний прогин, заповнений офіолітовими і флішевими утвореннями крейди-еоцену. Основні гірські масиви Ірану: Загрос — з переважними висотами 2000-3000 м; Макран — з середніми висотами 600—1500 м; Східно-Іранські гори — з середньою висотою гір 1500 м та Ельбурс, з найвищою точкою усього Середнього Сходу — погаслим вулканом Демавенд (5604 м). Подібні навколишні природні умови створюють високий рівень сейсмічності Ірану та досить велику різноманітність глибин розташування епіцентрів землетрусів. Тобто, Іран розташований на головних геологічних лініях розлому, що робить його територію схильною до високої сейсмічної активності.

## Сейсмічна історія
Іранське плато розташоване в дуже сейсмічно активному регіоні світу і відоме катастрофами, пов'язаними з природними небезпеками, особливо землетрусами. Близько 2 % землетрусів у світі відбуваються саме в Ірані. Тільки у XX ст., під час 22 найсильніших землетрусів (9 балів і вище) в Ірані загинуло 73 тис. осіб. У грудні 2003 року, під час руйнівного землетрусу, також загинуло понад 70 тис. осіб. За даними ООН, в Ірані щорічно стається приблизно 10 тис. землетрусів.

## Землетруси XXI століття

### 2003
26 грудня, о 05:26 (за місцевим часом) у місті Бам стався сильно помірний за (шкалою інтенсивності МSK-64) землетрус магнітудою 6,8 балів за (шкалою Ріхтера). Підземний поштовх стався рано-вранці, коли більшість місцевих жителів ще відпочивали. В результаті тисячі людей опинились під завалами. Загинуло понад 26 тис. людей, 30 тис. — отримали поранення. Наслідки землетрусу були такими руйнівними через те, що багато будинків були глиняними та не відповідали будівельним вимогам для сейсмоактивних зон.

### 2013
16 квітня, о 13:44 (за київським часом), на південному сході Ірану стався найпотужніший за останні 40 років землетрус. Підземні поштовхи також були відчутні в Індії, Пакистані та країнах Близького Сходу. Як повідомила Геологічна служба США (USGS), сильний (за шкалою інтенсивності МSK-64) землетрус магнітудою 7,8 балів (за шкалою Ріхтера) стався у остані Систан і Белуджистан з епіцентром за 86 км від міста Хаш. В  свою чергу іранське телебачення передало про принаймні 40 загиблих.

### 2017
12 грудня, о 12:13 (за місцевим часом), на південному сході Ірану стався сильно помірний (за шкалою інтенсивності МSK-64) землетрус магнітудою 6,8 балів (за шкалою Ріхтера). За даними Іранського сейсмологічного центру, епіцентр землетрусу був зареєстрований в районі міста Керман, що приблизно за 700 км на південь від Тегерана. Гіпоцентр землетрусу залягав на глибині 10 км.

### 2020
7 вересня, о 02:00 (за місцевим часом), в Ірані стався помірний (за шкалою інтенсивності МSK-64) землетрус магнітудою 5,1 балів (за шкалою Ріхтера). За інформацією тегеранського університету з сейсмології, епіцентр землетрусу знаходився у місті Раміан остану Голестан, гіпоцентр землетрусу залягав на глибині 9 км. В результаті землетрусу постраждали щонайменше 34 людини.

### 2023
28 січня, о 21:44 (за місцевим часом), в Ірані стався помірний (за шкалою інтенсивності МSK-64) землетрус, магнітуда якого склала 5,9 балів (за шкалою Ріхтера). Було зафіксовано щонайменше 20 підземних поштовхів. Згідно з інформацією на сайті президентства з ліквідації наслідків стихійних лих і надзвичайних ситуацій, епіцентр землетрусу знаходився в місті Хой остану Західний Азербайджан, гіпоцентр залягав на глибині 6,49 км. За попередніми даними, в результаті землетрусу загинули 2 людини, число постраждалих сягнуло 580 осіб.
21 лютого, о 6 ранку (за місцевим часом), в Ірані стався помірний (за шкалою інтенсивності МSK-64) землетрус, магнітуда якого склала 5,3 балів (за шкалою Ріхтера). Епіцентр землетрусу знаходився приблизно за 111 км на північний захід від Бендар-Аббаса, гіпоцентр залягав на глибині близько 21,3 км.
17 жовтня в Ірані сталася низка помірних (за шкалою інтенсивності МSK-64) землетрусів, які були зафіксовані Головним центром спеціального контролю ДКАУ, а саме:
- о 08:10:04 (за київським часом), землетрус в південній частині Ірану, магнітудою 5,6 балів (за шкалою Ріхтера) на глибині 14 км[9];
- об 11:22:12 (за київським часом), землетрус в південній частині Ірану, магнітудою 5,4 балів (за шкалою Ріхтера) на глибині 13 км[10];
- о 19:26:49 (за київським часом), землетрус в південній частині Ірану, магнітудою 5,4 балів (за шкалою Ріхтера) на глибині 10 км[11].

### 2024
5 березня на південному заході Ірану стався помірний (за шкалою інтенсивності МSK-64) землетрус магнітудою 5,4 балів (за шкалою Ріхтера). Згідно повідомлення Геологічної служби США (USGS), епіцентр землетрусу знаходився приблизно за 66 км на північний захід від міста Фаннудж, гіпоцентр залягав на глибині 36 км. Повідомлень про постраждалих чи руйнування — не надходило.
18 червня, о 13:24 (за місцевим часом), у Кашмері, який розташований в іранському остані Хорасан-Резаві, стався помірний (за шкалою інтенсивності МSK-64) землетрус магнітудою 5,0 балів (за шкалою Ріхтера). Поштовхи були зафіксовані за 2,6 км від Кашмеру, гіпоцентр залягав на глибині 10 км. За повідомленням агентства Iran International, щонайменше четверо осіб загинули, 120 людей - дістали поранення, 35 з них - були ушпиталені.
5 грудня, о 06:02:41 (за київським часом), в західній частині Ірану стався помірний (за шкалою інтенсивності МSK-64) землетрус магнітудою 5,5 балів (за шкалою Ріхтера). За повідомленням Головного центру спеціального контролю ДКАУ, гіпоцентр землетрусу знаходився на глибині 15 км.

### 2025
21 березня, в центральній частині Ірану стався помірний (за шкалою інтенсивності МSK-64) землетрус магнітудою 5,0 балів (за шкалою Ріхтера). Згідно повідомлення новинного видання Newsweek, епіцентр землетрусу знаходився поблизу міста Ісфаган, всього за 26,5 км від ядерного об'єкта в Натанзі, головного місця збагачення урану в країні. За даними Іранського сейсмологічного центру, о 13:03 (за місцевим часом), стався другий поштовх магнітудою 4,5 балів (за шкалою Ріхтера). Про пошкодження ядерного майданчика чи жертви — не повідомлялося.
20 червня, близько 20:49 (за київським часом), на тлі атак Ізраїлю на військові та ядерні об’єкти Ірану, в іранських провінціях  (останах) Семнан та Кум зафіксовано помірний (за шкалою інтенсивності МSK-64) землетрус магнітудою 5,22 балів (за шкалою Ріхтера). Недалеко від епіцентру землетрусу розташований також Іранський космічний центр з пусковою інфраструктурою. За даними Геологічної служби США (USGS), гіпоцентр землетрусу залягав на глибині 10 км.